# Pocketful of Sunshine

Pocketful of sunshine est un album de la chanteuse anglaise Natasha Bedingfield. Sorti le 22 janvier 2008 aux États-Unis, il s'agit de la version américaine de l'album N.B.. Il a été troisième des ventes, aux États-Unis, avec 50 000 exemplaires.

## Liste des titres
1. Put Your Arms Around Me
2. Pocketful of Sunshine
3. Happy
4. Love Like This featuring Sean Kingston
5. Piece Of Your Heart
6. Soulmate
7. Say It Again
8. Angel
9. Backyard
10. Freckles
11. Who Knows
12. Pirate Bones
13. Not Givin' Up